# Español (álbum)
Español é o sexto álbum de estúdio da banda brasileira Trazendo a Arca, lançado em 16 de dezembro de 2014. É o primeiro projeto do grupo com canções em espanhol, também o de estreia pela gravadora Sony Music Brasil. É, também, o segundo trabalho do grupo produzido pelo tecladista Wagner Derek.
O repertório é composto por vários sucessos do grupo traduzidos em espanhol, oriundos de todos os álbuns inéditos do Trazendo a Arca até Salmos e Cânticos Espirituais (2009). O projeto era um sonho da banda desde meados de 2009, mas foi deixado de lado com o passar dos anos. O projeto foi retomado ainda em 2012, após as sessões de Na Casa dos Profetas e concluído em 2014. Segundo o vocalista Luiz Arcanjo, o projeto foi feito por conta das excursões constantes da banda ao exterior e sugestões feitas por amigos hispânicos.
O projeto gráfico do álbum foi produzido por David Cerqueira, da Agência Excellence. O projeto recebeu avaliações favoráveis da mídia especializada.

## Antecedentes
"[O contrato com a CanZion] foi um convite do Pr. Daniel Romero (presidente da CanZion Brasil) junto com o Pr. Marcos Witt (CanZion Mundial) que são nossos amigos. Conversando sobre nossos sonhos de gravar um CD em espanhol, a CanZion colocou-se à disposição o seu trabalho de distribuição, que muito nos interessou, pois ela é a maior distribuidora do mercado hispânico e achamos conveniente que distribuíssem no mercado nacional também."

—Deco Rodrigues, 2012, em entrevista ao Missão Gospel.
Fazer um disco em espanhol era um plano antigo dos integrantes do Trazendo a Arca. Os músicos falaram sobre o projeto em diferentes ocasiões, ainda em sua formação original, na época que lançaram o álbum Pra Tocar no Manto, em 2009. Mas como vários outros sonhos do grupo, incluindo o nunca cumprido de fazer um trabalho de música instrumental, o registro em espanhol demorou para sair.
Em 2012, perto da saída de Ronald Fonseca do grupo, os integrantes cogitavam assinar com a CanZion Brasil com o objetivo de produzir um registro em língua castelhana. O contrato foi assinado e, de imediato, os músicos anunciaram que lançariam um projeto em espanhol. Mas, antes disso, saiu a coletânea comemorativa 10 Anos e o álbum inédito Na Casa dos Profetas. Os planos é que o álbum em espanhol fosse lançado em maio de 2013, no evento ExpoLit, que ocorria anualmente em Miami, mas em entrevista, Deco Rodrigues não quis dar uma data definitiva.
Enquanto os músicos trabalhavam nas canções para traduzir em espanhol, o cantor e compositor Thalles Roberto comprou a CanZion Brasil e a transformou na Dos3Music. O processo afetou todos os artistas que estavam na gravadora. Isso mudou radicalmente todo o trabalho da banda, que ficou com seu catálogo preso ao selo digital Digital Music. Ainda em 2013, a banda viajou para Dubai com a intenção de gravar um DVD, mas nunca chegou a ser lançado.
Em 2014, a banda decidiu assinar um contrato com o selo evangélico da Sony Music Brasil, que estava se preparando para internacionalizar as suas atividades. Mauricio Soares, diretor do selo, era um velho conhecido dos integrantes do Trazendo a Arca. Ele foi o responsável por gerenciar o selo Toque no Altar Music, e participou diretamente dos conflitos judiciais entre Trazendo a Arca e Ministério Apascentar, representando a gravadora. Na ocasião de assinatura de contrato, Soares disse que "Eles marcaram uma geração e fizeram história na música gospel nacional. Acho que poucos artistas conseguiram estourar todas as músicas de um mesmo disco, e essa marca eles possuem! Talvez, não somente com um disco, mas com dois ou três discos, e isso é absolutamente incrível".

## Gravação
Sobre o processo de produção, Luiz Arcanjo chegou a trabalhar a tradução de canções com hispânicos especialistas. O vocalista chegou a fazer um curso de espanhol para interpretar as canções. Para a produção musical, a banda resolveu chamar o tecladista e arranjador Wagner Derek, que já tinha produzido a banda em Salmos e Cânticos Espirituais e acompanhado Luiz Arcanjo em algumas apresentações como cantor solo.

## Lançamento e recepção
| Críticas profissionais | Críticas profissionais |
| Avaliações da crítica  | Avaliações da crítica  |
| Fonte                  | Avaliação              |
| ---------------------- | ---------------------- |
| Super Gospel           | [ 9 ]                  |
| O Propagador           | [ 10 ]                 |

Español foi lançado pela gravadora Sony Music Brasil em dezembro de 2014. O projeto recebeu avaliações favoráveis da mídia especializada. Em crítica de Roberto Azevedo para o Super Gospel, a escolha de repertório foi elogiado e a forma como as roupagens se estruturaram. Com cotação de 4 estrelas de 5, o portal atribuiu, como único ponto negativo, a roupagem feita para "Senhor e Rei". "Uma das poucas exceções que não acrescenta em relação a original é "Señor y rey", cuja gravação do álbum Olha pra Mim é definitivamente insuperável", disse o texto.
O guia discográfico do O Propagador também atribuiu 4 estrelas de 5, com a avaliação positiva de que "o primeiro trabalho em língua estrangeira do Trazendo a Arca mostrou um grupo nada incomodado pela saída de [Ronald] Fonseca, cada vez mais voltado aos riffs de Isaac [Ramos]".

## Faixas
| N.º            | Título                    | Compositor(es)                                            | Álbum original                | Duração |  |
| 1.             | "La Marca de La Promessa" | Davi Sacer, Luiz Arcanjo, Ronald Fonseca e Deco Rodrigues | Marca da Promessa             | 5:10    |  |
| 2.             | "Toca en el altar"        | Davi Sacer e Luiz Arcanjo                                 | Toque no Altar                | 4:49    |  |
| 3.             | "Serás sempre Dios"       | Luiz Arcanjo e Deco Rodrigues                             | Pra Tocar no Manto            | 5:50    |  |
| 4.             | "En Ti esperaré"          | Luiz Arcanjo e Davi Sacer                                 | Salmos e Cânticos Espirituais | 5:48    |  |
| 5.             | "Señor y Rey"             | Ronald Fonseca, Luiz Arcanjo e Davi Sacer                 | Olha pra Mim                  | 7:45    |  |
| 6.             | "Dios De Promesas"        | Davi Sacer, Verônica Sacer e Ronald Fonseca               | Deus de Promessas             | 5:13    |  |
| 7.             | "Sobre Las Aguas"         | Davi Sacer, Luiz Arcanjo e Ronald Fonseca                 | Marca da Promessa             | 6:49    |  |
| 8.             | "Restituye"               | Davi Sacer e Luiz Arcanjo                                 | Restituição                   | 4:15    |  |
| 9.             | "Tu Gracia Me Basta"      | Luiz Arcanjo e Davi Sacer                                 | Olha pra Mim                  | 6:56    |  |
| 10.            | "Renuncio"                | Luiz Arcanjo                                              | Toque no Altar                | 4:41    |  |
| 11.            | "Despiértame"             | Luiz Arcanjo e Davi Sacer                                 | Marca da Promessa             | 5:27    |  |
| 12.            | "El Suelo Va A Temblar"   | Luiz Arcanjo e Davi Sacer                                 | Olha pra Mim                  | 4:24    |  |
| Duração total: | Duração total:            | Duração total:                                            | Duração total:                | 67:13   |  |

## Ficha técnica
Banda
- Luiz Arcanjo – vocal
- André Mattos – bateria
- Deco Rodrigues – baixo
- Isaac Ramos – guitarra e violão

Músicos convidados
- Wagner Derek – produção musical, arranjos, engenharia de som, piano, teclado e cordas
- Denar Almonte – vocal de apoio
- Izzie Moyano – vocal de apoio
- Miguel Rivera – direção vocal

Projeto gráfico
- D'Lima – fotografias
- David Cerqueira – design